# Całka Pettisa
Całka Pettisa a. Gelfanda-Pettisa – rozszerzenie pojęcia całki na funkcje o wartościach w przestrzeniach liniowo-topologicznych poprzez sprowadzenie do zagadnienia całkowalności złożeń funkcji z ciągłymi funkcjonałami liniowymi na rozważanej przestrzeni. W tym wypadku, zagadnienie całkowalności w sensie Pettisa zależy od trzech czynników: własności przestrzeni z miarą na której określona jest funkcja, własności samej przestrzeni wartości oraz postaci ciągłych funkcjonałów liniowych. Należy mieć na uwadze, że całkowalność w sensie Pettisa jest tylko jednym z możliwych uogólnień całkowalności na funkcje o wartościach wektorowych. Do innych tego rodzaju uogólnień należą m.in. całka Birkhoffa, całka McShane’a, całka Dunforda czy całka Bochnera. Nazwa pojęcia pochodzi od nazwisk matematyków I. M. Gelfanda i B.J. Pettisa.

## Definicja
Niech {\displaystyle (\Omega ,{\mathcal {A}},\mu )} będzie przestrzenią z miarą oraz niech {\displaystyle X} będzie przestrzenią liniowo-topologiczną z nietrywialną przestrzenią sprzężoną {\displaystyle X^{*}.} O funkcji {\displaystyle f\colon \Omega \to X} mówi się, że jest całkowalna w sensie Pettisa, gdy dla każdego zbioru {\displaystyle A\in {\mathcal {A}}} oraz wszelkich funkcjonałów {\displaystyle x^{*}\in X^{*}} istnieje taki element {\displaystyle x_{A}} przestrzeni {\displaystyle X,} że
{\displaystyle \langle x^{*},x_{A}\rangle =\int _{A}\langle x^{*},f(t)\rangle \mu ({\mbox{d}}\,t).}
Punkt {\displaystyle x_{A},} we wzorze powyżej, nazywany jest całką Pettisa z funkcji {\displaystyle f} na zbiorze {\displaystyle A} względem miary {\displaystyle \mu } i oznaczany symbolem
{\displaystyle x_{A}=(P)\int _{A}f{\mbox{d}}\mu .}
Każda funkcja {\displaystyle f} całkowalna w sensie Pettisa jest również słabo mierzalna, to znaczy dla każdego {\displaystyle x^{*}\in X^{*}} funkcja
{\displaystyle x^{*}\circ f}
jest mierzalna w ciele skalarów.
W przypadku, gdy {\displaystyle X} jest przestrzenią Banacha, funkcja
{\displaystyle {\mathcal {A}}\ni A\mapsto (P)\int _{A}f{\mbox{d}}\mu }
jest miarą wektorową przeliczalnie addytywną, nazywaną całką nieoznaczoną Pettisa z funkcji {\displaystyle f.}
W przypadku funkcji o wartościach w przestrzeniach refleksywnych pojęcia całkowalności w sensie Pettisa i w sensie Dunforda pokrywają się.

## Przykłady
Przykład funkcji całkowalnej w sensie Pettisa, której norma nie jest całkowalna.
Niech {\displaystyle X} będzie przestrzenią Hilberta oraz {\displaystyle \{e_{n}\colon \,n\in \mathbb {N} \}} będzie ciągiem ortonormalnym punktów tej przestrzeni. Funkcja {\displaystyle f\colon [0,\infty )\to X} dana wzorem
{\displaystyle f(t)={\frac {1}{n}}e_{n},\,t\in [n,n+1),\,n\in \mathbb {N} }
jest całkowalna w sensie Pettisa względem miary Lebesgue’a natomiast
{\displaystyle \int _{0}^{\infty }\|f(t)\|dt=\infty .}
Przykład funkcji niecałkowalnej
Funkcja {\displaystyle f\colon [0,1]\to c_{0},} dana wzorem
{\displaystyle f(t)=\left(n\cdot \mathbf {1} _{(0,{\tfrac {1}{n}}]}(t)\right)_{n\in \mathbb {N} }}
nie jest całkowalna w sensie Pettisa. Istotnie, niech {\displaystyle x^{*}\in c_{0}^{*}} oraz niech {\displaystyle y=(t_{n})_{n\in \mathbb {N} }} będzie odpowiadającym mu elementem z przestrzeni {\displaystyle \ell ^{1}} (zob. twierdzenie Riesza dla przestrzeni {\displaystyle c_{0}}).
{\displaystyle \int _{0}^{1}|x^{*}f(t)|dt=\int _{0}^{1}\left|\sum _{n=1}^{\infty }t_{n}n\mathbf {1} _{(0,{\tfrac {1}{n}}]}(t)\right|\,dt\leqslant \int _{0}^{1}\sum _{n=1}^{\infty }|t_{n}|n\mathbf {1} _{(0,{\tfrac {1}{n}}]}(t)\,dt=\sum _{n=1}^{\infty }|t_{n}|n\cdot {\frac {1}{n}}=\sum _{n=1}^{\infty }|t_{n}|<\infty .}
Gdyby istniała całka {\displaystyle (P)\int _{0}^{1}f(t)\,dt=(x_{n})_{n\in \mathbb {N} }\in c_{0},} to
{\displaystyle x_{n}=\int _{0}^{1}x_{n}^{*}f(t)\,dt=\int _{0}^{1}n\cdot \mathbf {1} _{(0,{\tfrac {1}{n}}]}(t)\,dt=1,\,n\in \mathbb {N} ,}
gdzie {\displaystyle x_{n}^{*}\in c_{0}^{*}} przyporządkowuje elementowi przestrzeni {\displaystyle c_{0}} jego {\displaystyle n}-ty wyraz.

## Pettis Integral Property
Niech {\displaystyle \mu } będzie miarą skończoną na przestrzeni {\displaystyle \Omega .} Mówimy, że przestrzeń Banacha ma własność {\displaystyle \mu }-PIP (Pettis Integral Property), gdy każda funkcja słabo mierzalna i {\displaystyle \mu }-p.w. słabo ograniczona {\displaystyle f\colon \Omega \to X} jest całkowalna w sensie Pettisa względem {\displaystyle \mu .} W szczególności, używa się zapisu Lebesgue-PIP w przypadku miary Lebesgue’a na odcinku jednostkowym. Mówi się, że przestrzeń Banacha ma własność PIP, gdy ma własność {\displaystyle \mu }-PIP dla każdej miary skończonej {\displaystyle \mu .}
Nie każda przestrzeń Banacha ma własność PIP. Na przykład przestrzeń funkcji ciągłych określonych na przestrzeni zwartej {\displaystyle \omega _{1}+1=[0,\omega _{1}],} gdzie {\displaystyle \omega _{1}} oznacza pierwszą nieprzeliczalną liczbę porządkową, nie ma własności {\displaystyle \mu }-PIP dla pewnej miary Baire’a na σ-algebrze swoich podzbiorów mających własność Baire’a w sensie słabej topologii. Istnieją przestrzenie {\displaystyle X} (np. tzw. długa przestrzeń Jamesa) takie, że {\displaystyle X} i {\displaystyle X^{*}} mają własność Radona-Nikodýma (RNP), ale one same nie mają własności PIP. Pod założeniem hipotezy continuum (CH) albo negacji CH i aksjomatu Martina długa przestrzeń Jamesa nie ma własności Lebesgue-PIP.
- Jeżeli istnieje liczba mierzalna, to każda przestrzeń Banacha ma własność Lebesgue-PIP[3].
- Jeżeli {\displaystyle \nu } jest miarą, która nie jest ośrodkowa, to przestrzeń {\displaystyle L^{\infty }(\nu )} ze słabą topologią nie jest przestrzenią Hewitta[4]. Oznacza to, że istnieje miara {\displaystyle \mu } o wartościach tylko 0 lub 1 dla której {\displaystyle L^{\infty }(\nu )} nie ma własności {\displaystyle \mu }-PIP[5].

## Przestrzeń funkcji całkowalnych w sensie Pettisa
Niech {\displaystyle (\Omega ,{\mathcal {A}},\mu )} będzie przestrzenią z miarą skończoną oraz {\displaystyle X} będzie przestrzenią Banacha. W przestrzeni {\displaystyle {\mathcal {P}}(\mu ,X)} wszystkich funkcji (klas równoważności {\displaystyle \mu }-p.w.) całkowalnych w sensie Pettisa {\displaystyle f\colon \Omega \to X,} funkcjonał określony wzorem
{\displaystyle \|f\|=\sup \left\{\int _{\Omega }|x^{*}f(t)|\,\mu (dt)\colon \,x^{*}\in X^{*},\,\|x^{*}\|\leqslant 1\right\}}
jest normą. Bezpośrednio z definicji wynika, że jeżeli {\displaystyle f\in {\mathcal {P}}(\mu ,X),} to
{\displaystyle \left\|(P)\int _{\Omega }f\,d\mu \right\|\leqslant \|f\|.}
W przypadku, gdy {\displaystyle X} jest przestrzenią nieskończenie wymiarową, to {\displaystyle {\mathcal {P}}(\mu ,X)} nie jest przestrzenią zupełną (przestrzenią Banacha), jest natomiast przestrzenią beczkowatą (a zatem prawdziwe są w stosunku niej pewne wersje twierdzenia Banacha-Steinhausa i twierdzenia o wykresie domkniętym).